# Nederlands Spoorwegmuseum

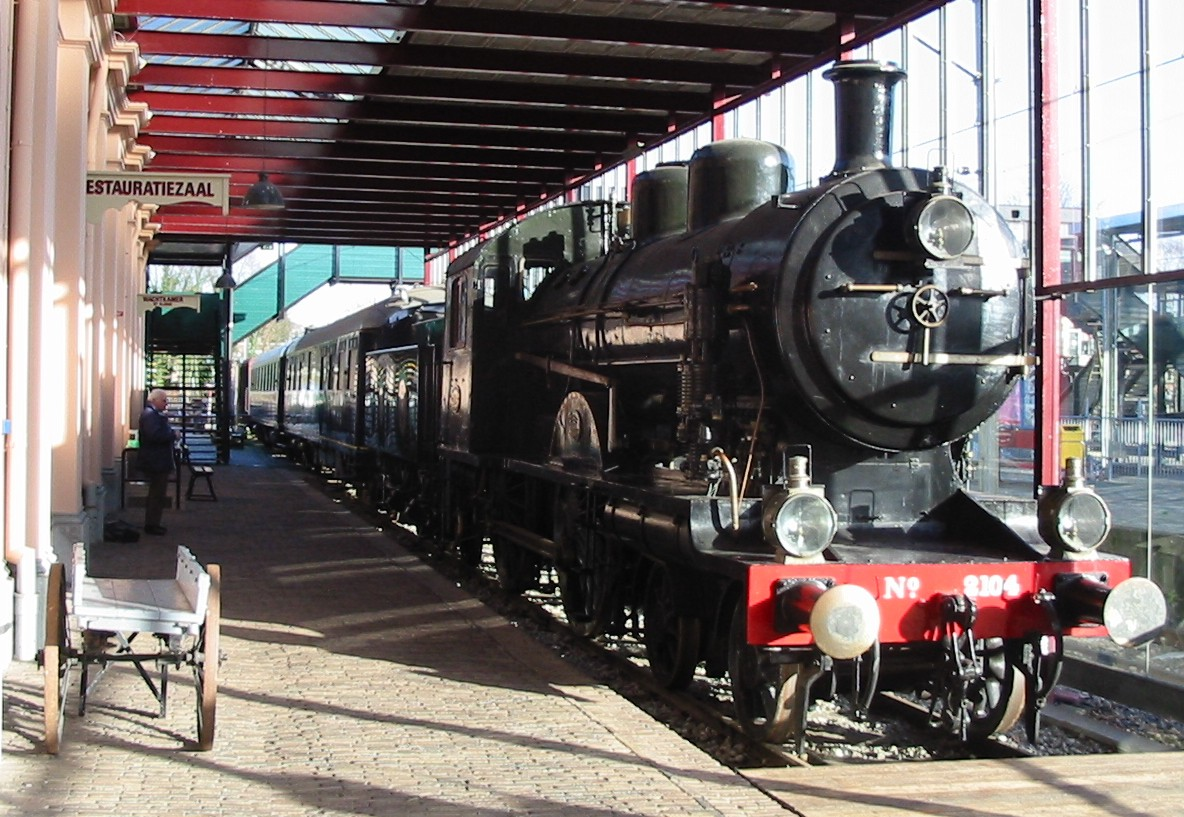
Neben dem Bahnsteig der Maliebaanstation steht historisches Eisenbahnmaterial, wie z. B. die NS 2104.

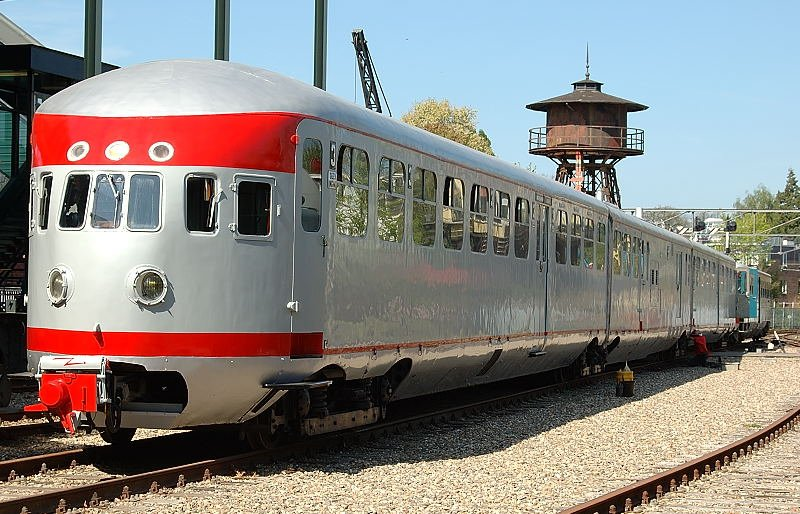
Dieselelektrischer Dreiwagenzug NS 27.

Das Nederlands Spoorwegmuseum (NSM) ist ein Eisenbahnmuseum in den Niederlanden, das seit 1954 im Bahnhofsgebäude Maliebaanstation in der Stadt Utrecht untergebracht ist.

## Geschichte des Museums
Das Museum wurde 1927 gegründet und war zunächst in einem der Hauptgebäude der Niederländischen Eisenbahnen in Utrecht untergebracht. Die Sammlung bestand vor allem aus Abbildungen und Dokumenten. In den 1930er Jahren entwickelten sich erste Bestrebungen, historisch wertvolles Eisenbahnmaterial zu erhalten. Aber durch Kriegseinwirkung ging ein Teil dieses Materials wieder verloren.
Nachdem das Museum zeitweise im Reichsmuseum in Amsterdam untergebracht war, konnte es in den 1950er Jahren wieder nach Utrecht zurückkehren. Der im Jahr 1939 geschlossene Bahnhof Maliebaanstation schien ein ausgezeichneter Ort für das Museum zu sein. Nach einem Umbau konnte das Museum 1954 seine Tore öffnen. Es gab nun viel mehr Platz, um die Sammlung dem Publikum zu präsentieren und historisches Material konnte ausgestellt werden. Bis 2003 war die lange Reihe historischer Dampflokomotiven entlang des ersten Bahnsteigs der am meisten ins Auge fallende Teil der Sammlung.

## Erweiterungen und Umbauten
Im Laufe der Jahre kamen immer mehr Eisenbahn- und Straßenbahngarnituren ins Museum. In den 1950er und 1960er Jahren stand bereits der gesamte Vorplatz voll mit rollendem Material, das dort aber stark unter der Witterung litt.
Eine erste Verbesserung brachte 1975 die Errichtung eines überdachten Bahnsteigs, zwei Jahre später wurde das Gelände dann nochmals erweitert. Eine neue Fußgängerbrücke über die noch in Betrieb befindliche Güterzugstrecke ermöglichte jetzt den Besuchern den Zugang zu den hinteren Ausstellungsbereichen. Der Vorplatz wurde geräumt und als Parkplatz hergerichtet.
Im Bahnhofsgebäude war im rechten Flügel die historische Abteilung untergebracht, im linken Flügel die moderne Abteilung. Neben alten Gemälden und Drucken zeigten historische Brückenmodelle und Modelle der verschiedenen Zugtypen sehr anschaulich die Entwicklung der Eisenbahn in den Niederlanden. In den 1980er Jahren wurde die letzte Abteilung eingerichtet, um auch die neuesten Entwicklungen zeigen zu können. Dort wird unter anderem ein Führerstand des niederländischen Nahverkehrs-Triebwagens Plan Y (De Sprinter) ausgestellt. 
Von 1988 bis 1989 wurde das Bahnhofsgebäude erneut umgebaut. Die Inneneinrichtung wurde komplett erneuert und nach damals modernen Gesichtspunkten gestaltet. Diese Einrichtung blieb bis 2003 bestehen. Das Außengelände wurde nach und nach durch eine Eisenbahnlandschaft mit kleineren historischen Betriebsgebäuden und einer der ältesten niederländischen Eisenbahnbrücken erweitert.
Letzte Ergänzungen aus den 1990er Jahren waren eine Güterlagerhalle von 1881 aus der Ortschaft Nijverdal, in der ein Restaurant untergebracht wurde, sowie ein Neubau auf dem Außengelände mit einer großen Modelleisenbahn. Die im Laufe der Jahre angewachsene Materialsammlung wurde in den 1990er Jahren zum großen Teil restauriert und in fahrfähigen Zustand gebracht.
2002 wurde ein erneuter, wesentlicher Umbau beschlossen. Das Bahnhofsgebäude wurde 2003 geschlossen, geräumt und in seinen ursprünglichen Zustand aus dem 19. Jahrhundert gebracht. Es wurde mit der Koninklijke Wachtkamer, dem Königlichen Wartesaal aus dem alten Bahnhofsgebäude in Den Haag (Station Den Haag Staatsspoor), ausgestattet.

## Die neue Ausstellung

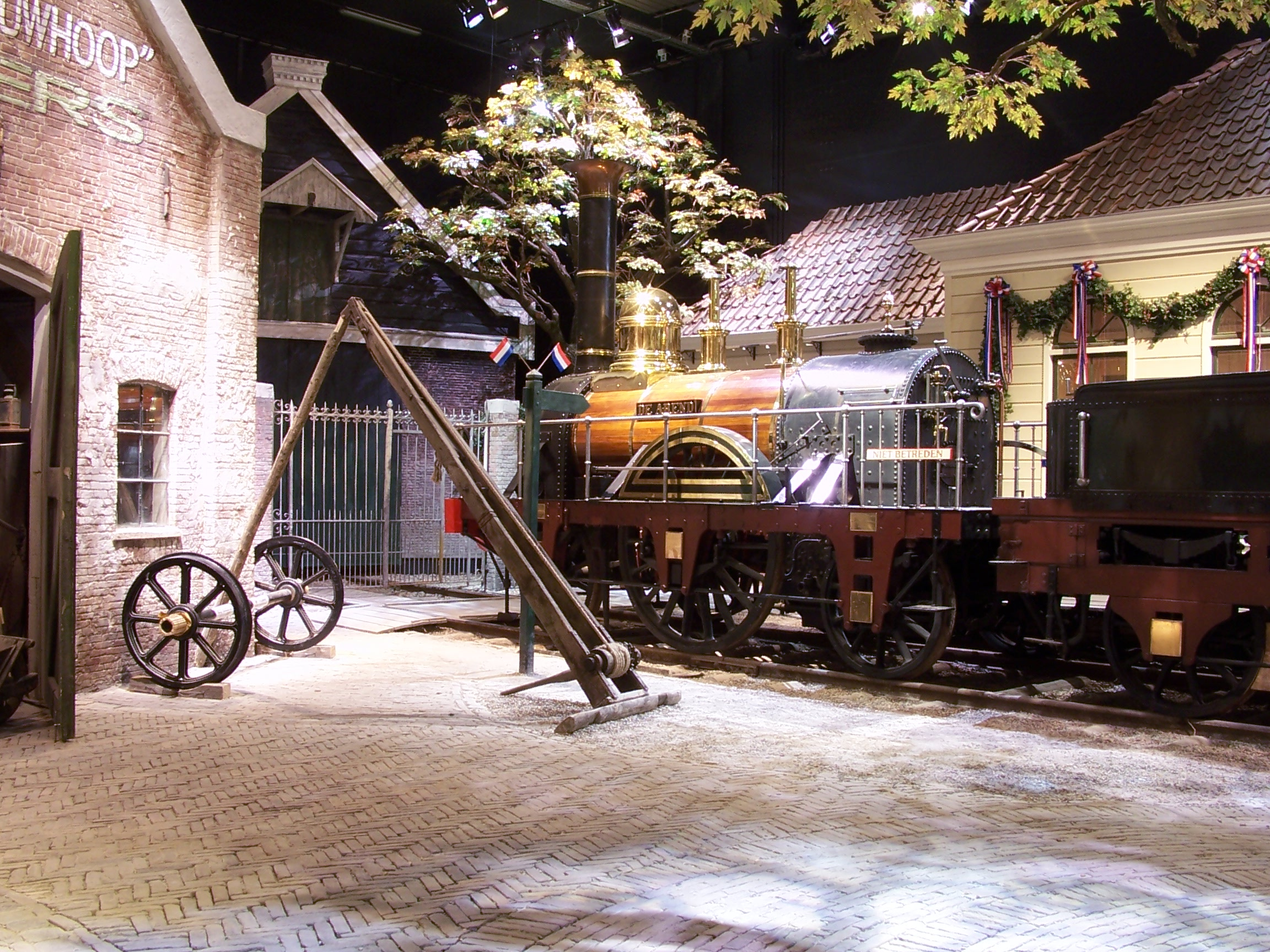
De Grote Ontdekking – (Der große Durchbruch)

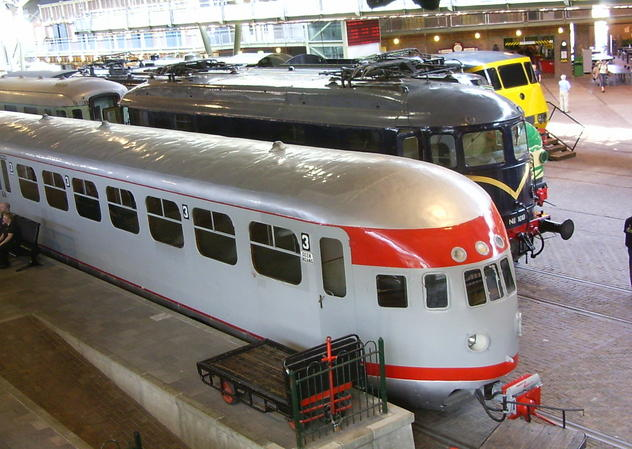
De Werkplaats – (Die Werkstatt)

Auch der Ausstellungsbereich wurde 2003 zum großen Teil geräumt und neu eingerichtet. Es entstand ein neues Museumsgebäude, in dem die Ausstellung nun in vier Themenwelten präsentiert wird:
1. de grote ontdekking – (Der große Durchbruch), die Anfänge im 19. Jahrhundert
2. droomreizen – (Traumreisen), die Blütezeit der internationalen Züge um 1900
3. stalen monsters – (Stählerne Monster), die 1930er und 1940er Jahre
4. de werkplaats – (Die Werkstatt), eine große Halle mit Zügen und Wagen

Im Außenbereich wurde neben dem bestehenden Signalhaus aus Hoogezand-Sappemeer ein historischer Wasserturm aufgestellt.
Die Präsentation der Ausstellung und die Auswahl der Dekorationsstücke orientiert sich nun stärker am Besuch durch Familien mit Kindern und Gruppen. Der fachliche Inhalt der Ausstellung tritt dahinter etwas zurück. Dass dieses Konzept aus Sicht des Museums aufgeht, lässt sich mit den seit 2005 stetig steigenden Besucherzahlen belegen.

## Sammlung

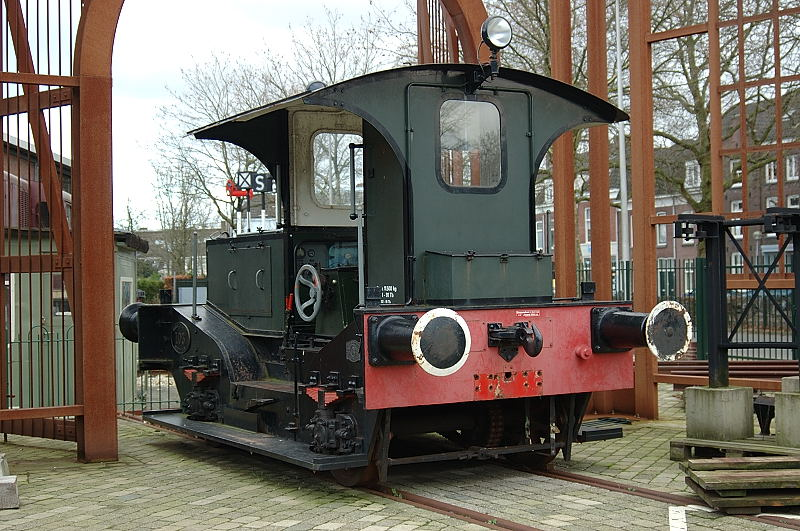
Die Rangierlok 103 aus der Serie NS 100

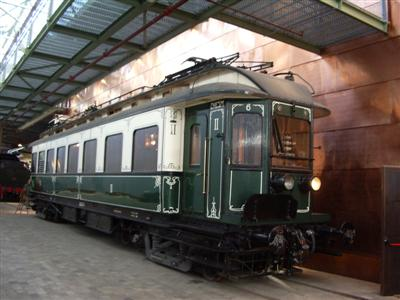
Der älteste niederländische elektrische Zug mBC 6 von 1908

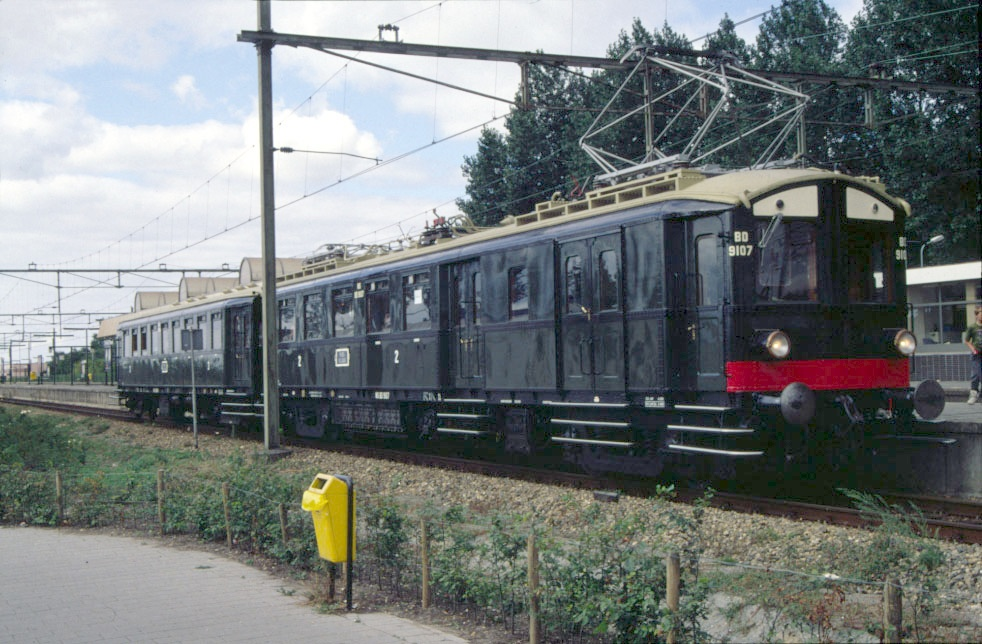
NS MBD 9107 + Ces 8104.

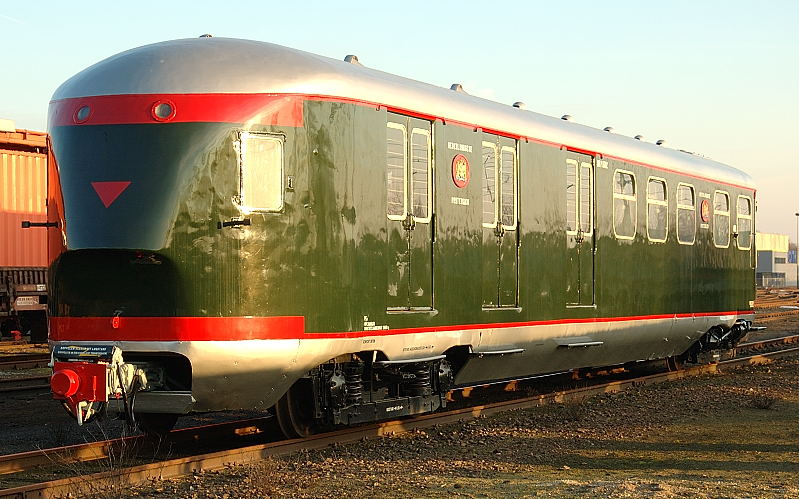
Stromlinien-Postzug NS Pec 8502

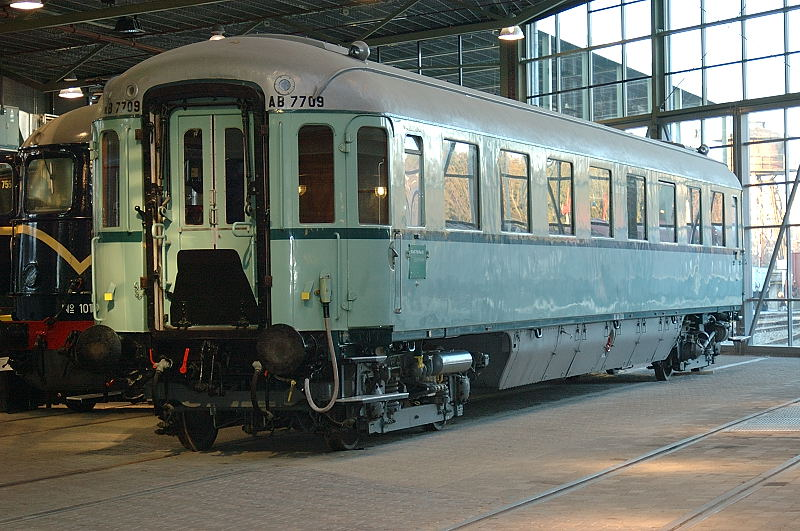
Türkiser Personenwagon NS AB 7709

Das Eisenbahnmuseum verfügt mittlerweile über eine bedeutende Sammlung an rollendem Material. Sie ist bereits zu groß, um in Gänze auf dem zur Verfügung stehenden Gelände gezeigt zu werden. Deswegen wurde in den letzten Jahren ein Großteil des Straßenbahnmaterials abgestoßen. Ein Teil der Eisenbahnsammlung steht im Depot oder ist an Museumsbahnen ausgeliehen worden.
Die Sammlung umfasst unter anderem Dampflokomotiven, elektrische Lokomotiven, Diesellokomotiven, Personen- und Güterwagen und einige Straßenbahnen.

### Dampflokomotiven
- De Arend, Replica von 1938 (Arend (Lokomotive))
- 13, von 1865
- 89 Nestor, von 1880
- 326, von 1881
- 107, von 1889
- 1622 (Bergkoningin), von 1928 aus der niederländischen Kolonie Java
- 2104 (Blikken Tinus), von 1914 (NS-Baureihe 2100)
- 3737 (Jumbo), von 1911 (NS-Baureihe 3700)
- 6317 (De Beul), von 1931 (NS-Baureihe 6300)
- WD 73755 (Longmoor), von 1945

### Elektrische Lokomotiven
- NS 1010, von 1949 (NS-Baureihe 1000)
- NS 1107, 1111, 1125, von 1950 und 1951 (NS-Baureihe 1100)
- NS 1202, 1211, von 1951 und 1954 (NS-Baureihe 1200)
- NS 1302, 1312, von 1952 und 1956 (NS-Baureihe 1300)

### Diesellokomotiven
- NS 103, 137, diesel-mechanisch, von 1930
- NS 311 (Sik), dieselelektrisch, mit Kran, aus 1940
- NS 508, 512 (Hippel), dieselelektrisch, von 1944
- NS 629, 673 (Hippel), dieselelektrisch, von 1954
- NS 2215, 2264, dieselelektrisch, von 1955 und 1956
- NS 2498, dieselelektrisch, von 1956

### Weitere Züge
- mBC 6, mBD 61, umgebaut auf 1500 Volt, von 1908
- mBD 9107, C 9410 (Blokkendoos), von 1927 und 1928
- 27, dieselelektrisch, von 1934
- 273, 1500 Volt, von 1952
- NS 20 (Kameel), dieselelektrisch, von 1954
- DE 41 (Blauwe Engel), Typ Plan X, dieselelektrisch, von 1954
- 386, 1500 Volt, von 1962
- 114, Typ Plan U, dieselelektrisch, von 1960
- 876, Typ Plan V, 1500 Volt, von 1973
- mP 3031 (Motorpost), 1500 Volt, von 1966

### Personenwagen
- 4, 8, 10, Replica von 1938
- B 119, 2. Klasse, von 1902
- C 218, 3. Klasse, von 1874
- C 723, 3. Klasse, von 1910
- C 755, 3. Klasse, von 1907
- C 6478, 3. Klasse, von 1933
- Ces 8104, Cecr 8553 (Blokkendoos), 3. Klasse, von 1928 und 1931
- C 6703, CKD 6910, Plan E, 3. Klasse, von 1956
- AB 7709, RD 7659, Plan D, 1. und 2. Klasse von 1950 und 1951
- AB 7376, Plan K, 1. und 2. Klasse
- SR 8, SR 9 (Koninklijk rijtuig) von 1933 und 1932, Umbau 1953/56
- B 4118, von 1966
- WR 2287, WR 4249, WL 4750, von 1911, 1943 und 1973
- P 7920, Plan C, Postwagen von 1952
- Pec 1902, Stromlinienpostwagen von 1938
- D 1920, Gepäckwagen von 1914
- D 4088, Gepäckwagen von 1914
- D 7521, (Zesdeurs stalen D), Gepäckwagen von 1931
- 50 84 28-70 101, Benelux Steuerwagen von 1986.

### Güterwagen
- Gepäckwagen D6 der SS, Umbau von 1958
- mehrere geschlossene Wagen: CHD 9807 der HSM, GW 463, S-CHRP 34411, S-CHO 7498, Gs 951 3 744, Uas 978 1 970, Gbs 978 1 981, 982, Hbis 225 0 071
- Postwagen Hbbkkss 242 2 043 der PTT/NS von 1979.
- Schwellenwagen 29045
- Sandwagen 172384
- Viehwagen FO 3517 der SS von 1864.
- Rungenwagen: LWGK 87583, LWRK 87915.
- Kohlenwagen: GTUW 65248, GTM 59221
- Silowagen Ubcs 99625 von 1961
- Kesselwagen 515615P
- Müllwagen Takkls 566 9 025
- Kühlwagen Ibces 980 1 980
- Sonstige: Kran 400 mit Kranwagen 941 1 525, 482 mit 974 1 503, Kran 970 1 816 von 1957

### Straßenbahnen
- Eine Dampflokomotive: 2 der Rijnlandsche Stoomtramweg-Maatschappij (RSTM) von 1881
- Zwei elektrische Beiwagen: 42, 44 der Wiener Lokalbahnen (WLB)
- Koppelwagen: K9 der Nederlandsche Tramweg Maatschappij (NTM)
- Ein Pferdewagen: 16  der STM
- Zwei Pferdewagen: Dk2, G1 der NTM

## Anfahrt

### Eisenbahn
Die Nederlandse Spoorwegen betreibt einen Pendelverkehr zur Maliebaanstation:
| Zugnummer | Zuggattung | Linienweg                                   |
| --------- | ---------- | ------------------------------------------- |
| 28300     | Sprinter   | Utrecht Centraal – Utrecht Maliebaanstation |

### Auto
Adresse für das Navigationssystem: Maliebaanstation 16, 3581 XW Utrecht, Niederlande.

### Bus
Am Busbahnhof Utrecht Centraal in die Buslinie 8 Richtung Homeruslaan einsteigen. Die Fahrt dauert etwa 30 Minuten. An der Maliebaan aussteigen und dann zu Fuß bis zum Museum gehen (ausgeschildert).